# Аль-Валид ибн Талал Аль Сауд
Аль-Вали́д ибн Тала́л ибн Абду́л-Ази́з А́ль Сау́д (араб. الوليد بن طلال بن عبد العزيز آل سعود‎), также Аль-Вали́д бин Тала́л А́ль Сау́д (англ. Al Waleed bin Talal Al Saud); (род. 7 марта 1955, Джидда, Саудовская Аравия) — член королевской семьи Саудитов и племянник нынешнего короля Салмана ибн Абдул-Азиза Аль Сауда, предприниматель и международный инвестор. Заработал своё состояние на инвестиционных проектах и покупке акций. В 2007 году его собственный капитал оценивался в $21,5 млрд (по данным журнала «Forbes»). Занимает 22 строчку в списке самых богатых людей мира. Журнал «Time» дал ему прозвище «Аравийский Уоррен Баффетт».

## Биография
Родился 7 марта 1955 года в Джидде в семье принца Таляля и его жены Моны Аль Солх. Внук по матери Риада ас-Сольха, первого премьер-министра независимого Ливана. Двоюродный брат марокканских принцев Мулай Хишамаангл. и Мулай Исмаилаангл. (их матери — родные сёстры). Ещё одна тётка принца была женой Омара Караме — другого премьер-министра Ливана.
У него есть младший родной брат, принц Халид (род. 1962) и сестра, принцесса Рима. Когда ему было 7 лет, его родители развелись. Его брат Халид — бизнесмен.
Аль-Валид имеет степень бакалавра наук (Колледж Menlo, 1979) и магистра (школа Максвелла по Связям с общественностью Сиракузского университета, 1985). Ему также предоставлена степень доктора философии от Международного Университета Эксетера.
Трижды разведён. Его первой женой была Далаль (1957—2021) — дочь его дяди короля Сауда, в этом браке родились принц Халид (род. 1978) и принцесса Рим (род. 1983). Его сын и дочь — бизнесмены. Вторая жена — Иман ас-Судайри. В 2006 году познакомился со своей третьей женой — Амирой (род. 1983) — и сразу сделал ей предложение. В 2014-м они развелись.
Несмотря на то, что принц аль-Валид — племянник шести королей Саудовской Аравии, он остался вне ядра политической власти в Саудовской Аравии. Вместо этого создал большую международную корпорацию, названную Холдинговой компанией Королевства, через которую он вкладывает инвестиции.
По данным СМИ, саудовский король Салман принял решение о назначении принца аль-Валида будущим послом Саудовской Аравии в Израиле.
В ноябре 2017 года принц был арестован полицией Саудовской Аравии в соответствии с решением недавно созданного Антикоррупционного комитета.
Аль-Валид был освобождён из-под стражи 27 января 2018 года после какого-то финансового урегулирования после почти трёх месяцев содержания под стражей. В марте 2018 года он был исключен из списка миллиардеров мира из-за отсутствия актуальной информации.

## Бизнес
Начал свою деловую карьеру в 1979 году по окончании колледжа Menlo. Он взял кредит на сумму $300 000 и стал посредником в делах с иностранными фирмами, желающими заняться коммерцией в Саудовской Аравии.
Действия принца как инвестора дали выдающиеся прибыли, когда он купил существенную часть долей в Citicorp в 1990-х (в то время она была в финансовом кризисе) с начальными инвестициями $550 млн, чтобы спасти от полного разорения Citibank и отдать ссуду американскому банку и латиноамериканским фирмам. Он вложил все свои средства и спас Citibank от полного разорения. 50 % всего состояния ему принёс Citibank.
Сотрудничал с Биллом Гейтсом, будучи одним из совладельцев Four Seasons Hotels, и в 2004 году оказывал поддержку Microsoft в экспансии в Саудовской Аравии.
Также сделал большие инвестиции в AOL, Apple Inc, Worldcom, Motorola, News Corporation Ltd и компании СМИ.
В августе 2022 года Financial Times сообщил, что фонд Kingdom Holding, контрольный пакет которого принадлежит принцу Аль-Валиду ибн Талалу, вложил около 500 миллионов долларов в российские энергетические компании. По сообщению издания, 364 миллиона долларов были вложены в «Газпром» в феврале, а остаток — в «Роснефть» и «Лукойл» в феврале и марте. Отмечено, что фонд осуществлял инвестиции даже тогда, когда западные лидеры стремились усилить давление на Москву и вводили санкции против России.

## Стиль жизни
Принц первым в мире заказал себе личный Airbus A380 Super Jumbo. Цена контракта составила $488 млн долл. США. В самолёте имеется отделанная мрамором турецкая баня, концертный зал на десять мест и гараж для «роллс-ройса». Кроме того, в самолёте выделено несколько отдельных номеров, при каждом из которых имеется часовня с электронным молитвенным ковриком, всегда смотрящим в сторону Мекки. Имеется специальная «комната благоденствия» с гигантским экраном в полу, на котором видно землю внизу.
В питании придерживается строгого вегетарианства.

## Арест
4 ноября 2017 года арестован в числе 11 принцев и нескольких бывших министров через несколько часов после назначения наследного принца Мухаммада ибн Салмана главой специально созданного антикоррупционного комитета.

## Награды
| Страна                | Дата             | Награда                                                             | Награда                                                             | Литеры |
| --------------------- | ---------------- | ------------------------------------------------------------------- | ------------------------------------------------------------------- | ------ |
| Саудовская Аравия     | 2002—            | Кавалер Большой ленты ордена короля Абдель-Азиза                    | Кавалер Большой ленты ордена короля Абдель-Азиза                    |        |
| Иордания              | 1997—            | Кавалер Большой ленты ордена Звезды Иордании                        | Кавалер Большой ленты ордена Звезды Иордании                        |        |
| Республика Корея      | 1999—            | Кавалер ордена Дипломатических заслуг 3 класса                      | Кавалер ордена Дипломатических заслуг 3 класса                      |        |
| Бруней                | 2001—            | Кавалер ордена Королевской семьи Брунея 1 класса                    | Кавалер ордена Королевской семьи Брунея 1 класса                    | DK     |
| Ливан                 | 2002—            | Гранд-офицер                                                        | ордена Кедра                                                        |        |
| Ливан                 | 1998—2002        | Командор                                                            | ордена Кедра                                                        |        |
| Тунис                 | 2002—            | Кавалер Большой ленты ордена Республики                             | Кавалер Большой ленты ордена Республики                             |        |
| Тунис                 | 2003—            | Кавалер Большой ленты ордена 7 ноября 1987 года                     | Кавалер Большой ленты ордена 7 ноября 1987 года                     |        |
| Босния и Герцеговина  | 2003—            | Президентская медаль                                                | Президентская медаль                                                |        |
| Буркина-Фасо          | 2003—            | Командор Национального ордена Буркина-Фасо                          | Командор Национального ордена Буркина-Фасо                          |        |
| Гвинея                | 2003—            | Командор Национального ордена Заслуг                                | Командор Национального ордена Заслуг                                |        |
| Экваториальная Гвинея | 2003—            | Кавалер Большого креста Национального ордена Экваториальной Гвинеи  | Кавалер Большого креста Национального ордена Экваториальной Гвинеи  |        |
| Нидерланды            | 2003—            | Офицер ордена Оранских-Нассау                                       | Офицер ордена Оранских-Нассау                                       |        |
| Сенегал               | 2003—            | Гранд-офицер Национального ордена Льва                              | Гранд-офицер Национального ордена Льва                              |        |
| Того                  | 2003—            | Гранд-офицер ордена Моно                                            | Гранд-офицер ордена Моно                                            |        |
| Габон                 | 2004—            | Кавалер Большого креста Национального ордена Заслуг                 | Кавалер Большого креста Национального ордена Заслуг                 |        |
| Чад                   | 2004—            | Гранд-офицер Национального ордена Чада                              | Гранд-офицер Национального ордена Чада                              |        |
| Коморы                | 2004—            | Командор ордена Звезды Анжуана                                      | Командор ордена Звезды Анжуана                                      |        |
| Джибути               | 2004—            | Командор ордена Большой Звезды Джибути                              | Командор ордена Большой Звезды Джибути                              |        |
| Джибути               | 2004—            | Президентская медаль                                                | Президентская медаль                                                |        |
| Джибути               | 2004—            | Юбилейная медаль «20 лет независимости Республики Джибути»          | Юбилейная медаль «20 лет независимости Республики Джибути»          |        |
| Бенин                 | 2005—            | Великий офицер Национального ордена Бенина                          | Великий офицер Национального ордена Бенина                          |        |
| Гамбия                | 2005—            | Великий офицер ордена Республики Гамбия                             | Великий офицер ордена Республики Гамбия                             |        |
| Кения                 | 2005—            | Командующий ордена Золотого сердца                                  | Командующий ордена Золотого сердца                                  | C.G.H. |
| Либерия               | 2005—            | Кавалер Большого креста ордена Звезды Африки                        | Кавалер Большого креста ордена Звезды Африки                        |        |
| Мали                  | 2005—            | Командор Национального ордена Мали                                  | Командор Национального ордена Мали                                  |        |
| Кот-д’Ивуар           | 2006—            | Кавалер Большого креста Национального ордена Республики Кот-д’Ивуар | Кавалер Большого креста Национального ордена Республики Кот-д’Ивуар |        |
| Гана                  | 2006—            | Компаньон ордена Вольты                                             | Компаньон ордена Вольты                                             |        |
| Нигер                 | 2006—            | Кавалер Большого креста ордена Заслуг                               | Кавалер Большого креста ордена Заслуг                               |        |
| Пакистан              | 2006—            | Hilal-e-Imtiaz                                                      | Hilal-e-Imtiaz                                                      | HI     |
| Сирия                 | 2006—            | Командор ордена Омейядов 1 класса                                   | Командор ордена Омейядов 1 класса                                   |        |
| Франция               | 2006—            | Командор ордена Почётного легиона                                   | Командор ордена Почётного легиона                                   |        |
| Уганда                | 2006—            | Великий командор ордена Жемчужины Африки                            | Великий командор ордена Жемчужины Африки                            |        |
| Филиппины             | 2007—            | Гранд-офицер ордена Золотого сердца                                 | Гранд-офицер ордена Золотого сердца                                 |        |
| Китайская Республика  | 2007—            | Кавалер Большой ленты ордена Бриллиантовой звезды                   | Кавалер Большой ленты ордена Бриллиантовой звезды                   |        |
| Эритрея               | 2008—            | Кавалер ордена Государственного герба                               | Кавалер ордена Государственного герба                               |        |
| Болгария              | 2009—            | Кавалер ордена «Мадарский всадник»                                  | Кавалер ордена «Мадарский всадник»                                  |        |
| Мадагаскар            | 2009—            | Кавалер Большого креста 1 класса Национального ордена Мадагаскара   | Кавалер Большого креста 1 класса Национального ордена Мадагаскара   |        |
| ЦАР                   | 2009—            | Кавалер Большого креста ордена Заслуг                               | Кавалер Большого креста ордена Заслуг                               |        |
| Йемен                 | 2009—            | Кавалер ордена Объединения 2 класса                                 | Кавалер ордена Объединения 2 класса                                 |        |
| Кабо-Верде            | 2010—            | Медаль ордена Амилкара Кабрала                                      | Медаль ордена Амилкара Кабрала                                      |        |
| Вьетнам               | 2010—            | Кавалер ордена Дружбы                                               | Кавалер ордена Дружбы                                               |        |
| Лаос                  | 2010—            | Медаль Почёта                                                       | Медаль Почёта                                                       |        |
| Бурунди               | 2011—            | Кавалер ордена Республики                                           | Кавалер ордена Республики                                           |        |
| Мавритания            | 2011—            | Гранд-офицер Национального ордена Заслуг                            | Гранд-офицер Национального ордена Заслуг                            |        |
| Марокко               | 2011—            | Кавалер Большого креста ордена Алауитского трона                    | Кавалер Большого креста ордена Алауитского трона                    |        |
| Судан                 | 2011—            | Кавалер ордена Республики                                           | Кавалер ордена Республики                                           |        |
| Бахрейн               | 2012—            | Кавалер ордена Мужества                                             | Кавалер ордена Мужества                                             |        |
| Бангладеш             | 2012—            | Кавалер ордена Дружбы                                               | Кавалер ордена Дружбы                                               |        |
| Мальта                | 2012—            | Почётный компаньон ордена Заслуг                                    | Почётный компаньон ордена Заслуг                                    | K.O.M. |
| Сьерра-Леоне          | 2013—            | Кавалер цепи ордена Республики                                      | Кавалер цепи ордена Республики                                      | GCRSL  |
| Государство Палестина | 5 марта 2014—    | Кавалер Большой ленты ордена Почёта                                 | Кавалер Большой ленты ордена Почёта                                 |        |
| Монако                | 29 октября 2015— | Гранд-офицер ордена Гримальди                                       | Гранд-офицер ордена Гримальди                                       |        |